# Via Belvedere

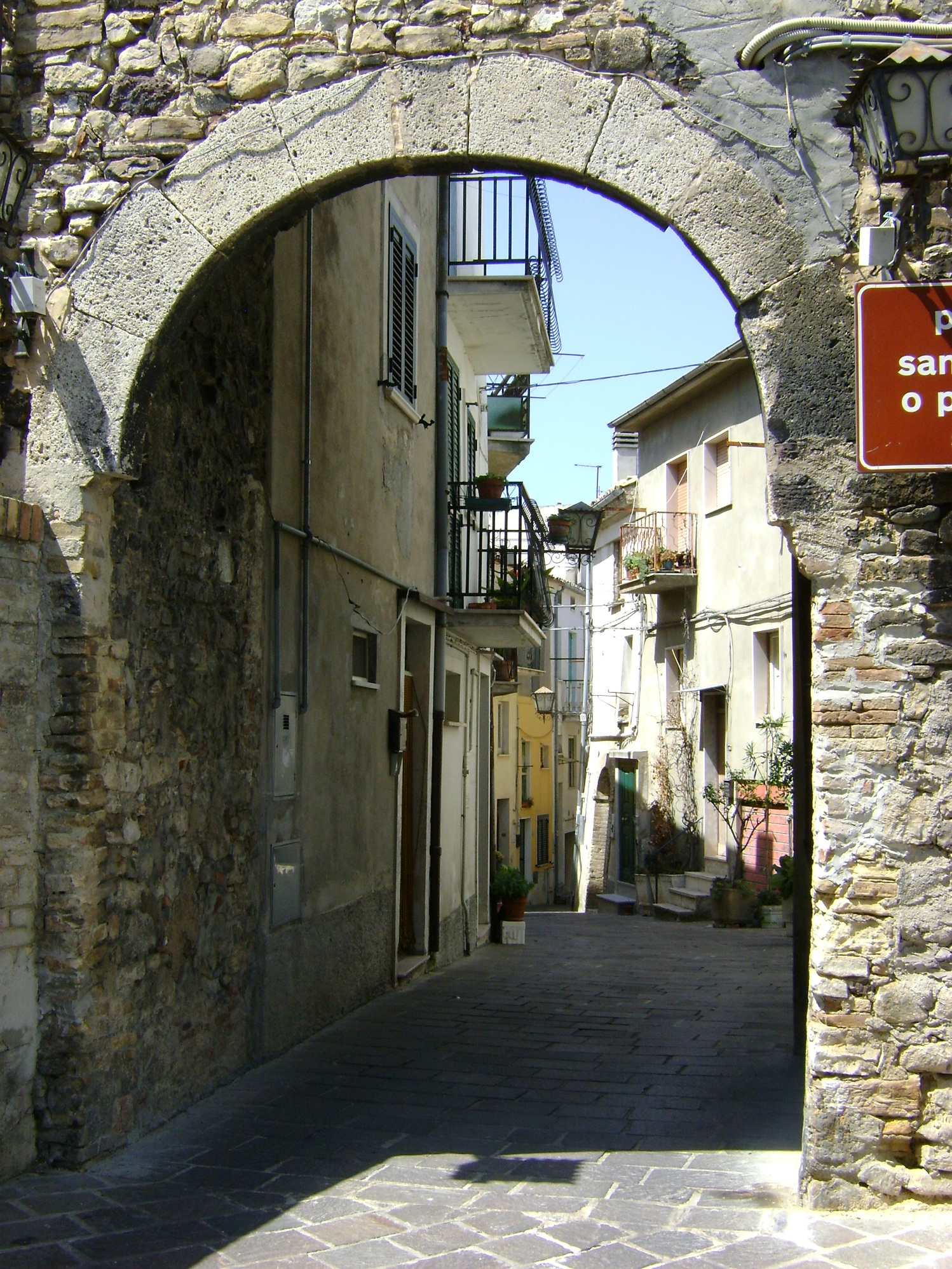
Uno scorcio di via Belvedere dalla porta di San Michele

Via Belvedere è l'asse stradale principale del quartiere San Michele di Atessa, provincia di Chieti.
Attraversa il centro del borgo e incrocia le principali strutture, il signorile palazzo Coccia-Ferri, risalente al 1569 e la chiesa di San Michele, il cui sagrato è ricavato da un piccolo spiazzo lungo la via e le cui origini risalgono addirittura al VII secolo. Essi, insieme alle umili case circostanti rappresentano le testimonianze della società, delle tradizioni di vita e di religione, dei caratteri semplici della terra e delle genti.
Dalla via inoltre si diramano numerose piccole vie e vicoli, in molti casi stretti e in pendenza, data la conformazione morfologica del territorio sottostante. L'accesso avviene da Porta San Michele, da piazza Garibaldi, la porta si conserva ancora nello stile in pietra a vista del XIV sec., dotata di arco a tutto sesto, con ancora i cardini per le ante lignee scomparse. Sul fianco della porta si trova una casa restaurata alla moderna, avente aspetto circolare, forse in origine era un torrione di guardia alla porta. Tale casa rotonda prospetta dall'altra parte anche sul Largo Torretta, dove si trovava una torre di guardia medievale, essendo lo spiazzo il punto più alto di Atessa. Dalle memorie di Alfonso Iovacchini su Atessa, si rileva che la torre a metà '800 era collassata, e che oggi rimane solo un piano di accesso adibito a casa. La via Belvedere in direzione ovest, digrada in diversi vichi a scalette, a nord piega verso via salita de Rentiis che porta all'asilo infantile "Regina Elena", inaugurato nel 1916, il quale è posto su due livelli del colle, l'ingresso su questa salita, posto in prospettiva dell'altro ingresso al palazzo Coccia-Ferri; la base dell'edificio dall'altro lato invece guarda sull'ex strada dei Fossi oggi via Duca degli Abruzzi.
A sud invece delle scalette da via Belvedere riconducono alla strada maggiore di Atessa, il corso Vittorio Emanuele.